# الب (واشینگتن)
الب (به انگلیسی: Elbe) یک منطقهٔ مسکونی در ایالات متحده آمریکا است که در شهرستان پیرس، واشینگتن واقع شده‌است. الب ۰٫۱ کیلومتر مربع مساحت و ۲۹ نفر جمعیت دارد و ۳۷۰ متر بالاتر از سطح دریا واقع شده‌است.